# Diana Deutsch
Diana Deutsch, nata Diana Sokol (Londra, 5 febbraio 1938), è una psicologa e docente britannica naturalizzata statunitense.
È professoressa di psicologia all'Università della California, a San Diego ed è un'importante ricercatrice di psicologia della musica. La Deutsch è nota soprattutto per le illusioni della musica e del linguaggio che ha scoperto. Studia anche le basi cognitive delle grammatiche musicali, i modi in cui le persone tengono a memoria i toni musicali e i modi in cui le persone mettono in relazione i suoni della musica e della parola. È inoltre acclamata per il suo lavoro sull'orecchio assoluto, o tono perfetto, che ha dimostrato che è di gran lunga più diffuso tra coloro che parlano una lingua tonale. La Deutsch è autore di Musical Illusions e Phantom Words: How Music and Speech Unlock Mysteries of the Brain (2019), the Psychology of Music (1ª edizione, 1982; 2ª edizione (1999), 3ª edizione (2013) e anche i CD Musical Illusions and Paradoxes (1995) e Phantom Words and Other Curiosities (2003) che hanno contribuito in modo sostanziale all'interesse pubblico per la scienza della percezione del suono, il cui lavoro ha ottenuto un notevole riconoscimento da parte di organizzazioni professionali e dei media popolari. È apparsa frequentemente alla radio e alla televisione e le sue scoperte sono state descritte su giornali e riviste a livello internazionale.

## Biografia
Diana Deutsch è nata Diana Sokol, nel 1938, a Londra, in Inghilterra, da Max e Iska Sokol. Suo padre era uno scultore della scuola espressionista e attribuisce il suo forte interesse per le relazioni tra arte, scienza e filosofia alle sue molte conversazioni con lui durante l'infanzia.
La Deutsch è stata educata al Christ's Hospital. Entrò al St Anne's College di Oxford nel 1956 e ottenne una laurea con lode in psicologia, filosofia e fisiologia nel 1959. A Oxford fu particolarmente influenzata dai dibattiti sulla filosofia della mente e dalle relazioni tra realtà e illusione.
Nel 1957, mentre studiava a Oxford, conobbe e sposò J. Anthony Deutsch, un professore dell'istituto e si trasferirono negli Stati Uniti nel 1959. Insieme scrissero il libro di testo Physiological Psychology (1ª edizione 1966; 2ª edizione 1973), curò il libro Short Term Memory (1975) e scrisse diversi articoli, tra cui l'importante articolo Attention: Some Theor Considerations (1963), che è stato citato come Current Contents Citation Classic nel 1981. La Deutsch ha conseguito il dottorato in psicologia nel 1970 presso l'Università della California, San Diego, è stata nominata ricercatore nel 1971 e professore di psicologia nel 1989, entrambi presso l'Università della California, San Diego.

## Ricerca e teoria

### Le illusioni della musica e della parola
La Deutsch ha scoperto una serie di illusioni della musica e del linguaggio, che dimostrano varie caratteristiche della percezione e della memoria del suono. Mostrano che ci sono notevoli variazioni nel modo in cui le persone percepiscono la musica. Alcune di queste variazioni si riferiscono a differenze nell'organizzazione del cervello, mentre altre riguardano le lingue e i dialetti degli ascoltatori. Le illusioni dimostrano anche l'importanza della memoria, della conoscenza e delle aspettative su come percepiamo la musica e la parola e indicano forti connessioni tra i sistemi cerebrali responsabili di queste due forme di comunicazione.
Una serie di illusioni si verifica quando vengono presentate due sequenze di toni tramite cuffie stereo, in modo tale che quando l'orecchio destro riceve una sequenza, l'orecchio sinistro riceve una sequenza diversa. Usando questa procedura la Deutsch scoprì suggestive illusioni - in particolare l'illusione di ottava, l'illusione di scala, l'illusione cromatica, l'illusione del glissando e l'illusione cambiata. Scoprì che ci sono forti disaccordi tra gli ascoltatori sul modo in cui vengono percepite queste illusioni e che tali disaccordi tendono a manifestarsi tra destrimani e mancini, indicando che riflettono differenze nell'organizzazione del cervello. Queste illusioni hanno implicazioni sulla pratica musicale. Ad esempio, ascoltando la musica nelle sale da concerto, diversi membri di un pubblico possono sperimentare gli stessi schemi musicali in modi diversi. Le illusioni dimostrano anche l'esistenza di collegamenti illusori nell'udito.
La Deutsch ha prodotto illusioni anche usando sequenze di toni che erano chiaramente definiti in termini di classe di altezza (nome della nota), ma ambigui in termini di ottava in cui si trovano (noti come toni di Shepard). In particolare, ha scoperto il paradosso del tritono. La percezione di questa illusione differisce nuovamente sostanzialmente da un ascoltatore all'altro, ma in questo caso, le variazioni percettive si riferiscono alla lingua o al dialetto parlato dall'ascoltatore, indicando una relazione tra musica e parola.
Inoltre la Deutsch ha scoperto l'illusione detta ''Speech-to-Song'' (discorso come canzone). In questa illusione, il discorso è fatto per essere ascoltato come una canzone e ciò avviene senza trasformare i suoni in alcun modo, ma semplicemente ripetendo una frase più volte. Anche questa illusione indica una forte relazione tra discorso e musica.
Anche altre due illusioni scoperte dalla Deutsch mostrano l'importanza dell'inferenza inconscia - il nostro uso della memoria, delle credenze e delle aspettative - nella percezione della musica e della parola. Una è chiamata la misteriosa illusione della melodia. Gli ascoltatori non sono in grado di identificare una melodia ben nota quando tutti i nomi delle note sono corretti, ma i toni vengono posizionati in modo casuale in ottave diverse. Però, quando agli ascoltatori viene comunicata il nome della melodia, possono quindi attingere alle loro conoscenze memorizzate in modo da riconoscerle. Un'altra è l'illusione di parole fantasma. Utilizzando altoparlanti stereo, la Deutsch presentava parole e frasi ripetute composte da due sillabe. Le sillabe si alternavano tra gli altoparlanti in modo tale che quando una sillaba proveniva dall'altoparlante a destra, l'altra sillaba proveniva dall'altoparlante a sinistra. Durante l'ascolto di tali sequenze, gli ascoltatori hanno "sentito" parole e frasi che non erano state presentate; spesso queste "parole fantasma" erano legate ai loro ricordi e aspettative.

### Orecchio assoluto
La ricerca della Deutsch si concentra anche sull'orecchio assoluto, che è la capacità di nominare o produrre una nota musicale senza l'aiuto di una nota di riferimento. Questa capacità è molto rara negli Stati Uniti, ma la Deutsch ha scoperto che è molto più diffusa tra coloro che parlano lingue tonali, come il mandarino o il vietnamita. Deutsch ha proposto che, se fosse data loro l'opportunità, i bambini potrebbero acquisire un tono assoluto come caratteristica della loro lingua e questa capacità si ripercuote sulla musica. Questa proposta ha ispirato un notevole corpus di lavori sull'intonazione assoluta e sulla percezione dell'intonazione in relazione al linguaggio. La Deutsch e Dooley hanno anche scoperto che chi parla inglese con un tono assoluto ha una memoria insolitamente grande per le parole. Hanno proposto che questa grande memoria verbale faciliti lo sviluppo di un'associazione tra le note musicali e i loro nomi nella prima infanzia e quindi l'acquisizione di un tono assoluto. Anche questa proposta collega il tono assoluto (e quindi la musica) al linguaggio.

### Memoria per toni musicali e rappresentazione della struttura musicale
La Deutsch ha svolto ampie ricerche sulla memoria per le sequenze di toni. Ha dimostrato che la memoria a breve termine per il tono di una nota è la funzione di un sistema specializzato e altamente organizzato, in cui le informazioni non sono soggette a interferenze da parte di altri suoni come le parole pronunciate. La Deutsch ha anche pubblicato una delle prime reti neurali per il riconoscimento di schemi musicali. Successivamente la Deutsch e Feroe hanno pubblicato un modello teorico per la rappresentazione delle sequenze di tonalità nella musica tonale, in cui le sequenze di tonalità sono rappresentate come gerarchie. Il modello propone che gli elementi siano organizzati come unità strutturali in ciascun livello di una gerarchia. Gli elementi presenti in ogni livello sono elaborati da altri elementi in modo da creare unità strutturali al successivo livello inferiore. Questo processo di elaborazione continua fino al raggiungimento del livello più basso. Il modello è stato utilizzato da altri come base per modelli più elaborati per la rappresentazione di sequenze musicali.

## Media
La Deutsch ha tenuto molte conferenze pubbliche, tra cui quelle al Kennedy Center for Performing Arts di Washington D.C., il Vienna Music Festival, l'Exploratorium a San Francisco, il Fleet Science Center a San Diego, la Skeptics Society a Pasadena, il Festival dei Due Mondi a Spoleto in Italia, l'Institut de Recherche et Coordination Acoustique/Musique (Centre Georges Pompidou) di Parigi in Francia, e la Royal Swedish Academy of Music di Stoccolma in Svezia.
Le sue opere sono spesso presenti su quotidiani e riviste di tutto il mondo. Questi includono Scientific American, New Scientist, Washington Post, New York Times, U.S. News and World Report, Die Zeit (Germania), Der Spiegel (Germania), Forskning (Norvegia), NZZ am Sonntag (Svizzera) e Pour La Science (Francia), tra gli altri. È stata intervistata frequentemente in radio e televisione, ad esempio per NOVA, Discovery Channel, WNYC (incluso Radiolab), BBC (Regno Unito), CBC (Canada), ABC (Australia), and German Public Radio.
Numerosi musei hanno esposto le sue illusioni audio; questi includono il Museum of Science (Boston), il Denver Museum of Nature and Science, l'Exploratorium, il Franklin Institute e il Museo Interactivo de Ciencia a Quito in Ecuador. Le sue illusioni sono spesso esposte anche ai festival scientifici di tutto il mondo, tra cui il Festival della scienza e ingegneria degli Stati Uniti a Washington D.C. e l'Edinburgh International Science Festival.

## Illusioni acustiche
Le illusioni scoperte e ricercate dalla Deutsch includono:
- Illusione - Ottava (1974)
- Illusione - Scala (1974)
- Illusione - Glissando (1995)
- Paradosso del tritono
- Illusione - Cambiata (2003).

Nelle immagini seguenti, rosso = orecchio destro, blu = orecchio sinistro.

### Illusione - Ottava
Al soggetto del test vengono presentati alternativamente due toni diversi per ciascun orecchio tramite cuffia. La loro distanza è di un'ottava. Esempio: l'orecchio destro sente alternativamente sol e sol1, l'orecchio sinistro allo stesso tempo alternativamente sol1 e sol. Quasi nessuno può sentirlo correttamente, appaiono invece diverse illusioni. La percezione più comune è: orecchio destro sol1, quindi orecchio sinistro sol, quindi orecchio destro sol1, quindi orecchio sinistro sol ecc.
Questa illusione viene mantenuta anche quando le cuffie vengono rovesciate e i toni presentati sono ora invertiti. Questo inganno è molto più stabile nelle persone destrorse; per i mancini, lo schema è spesso invertito, così l'orecchio destro sol, quindi orecchio sinistro sol1, quindi di nuovo orecchio destro sol, quindi orecchio sinistro sol1 ecc.

### Illusione - Scala
Alla persona in esame viene presentata una melodia diversa su ciascun orecchio tramite le cuffie.
Questo modello viene creato suonando due scale contemporaneamente, una crescente, qui ad es. da do a do1, l'altra in ordine discendente, qui da do1 a do, ma ogni volta i canali sinistro e destro scambiati.
La maggior parte dei soggetti ora sente due melodie completamente diverse, vale a dire una scala da do1 in giù verso sol e di nuovo indietro verso do1 in un orecchio, nell'altro orecchio la scala da do a fa e di nuovo a do.
Questo effetto è anche chiamato "canalizzazione melodica" perché i toni apparentemente caotici sono combinati in due melodie ordinate. I destrimani di solito ascoltano la melodia alta a destra e la melodia bassa a sinistra; I mancini variano di più.
Una variante dell'illusione di scala è l '"illusione cromatica", in cui una scala cromatica viene utilizzata al posto di una scala intera.

### Illusione - Glissando
Due segnali vengono riprodotti simultaneamente tramite due altoparlanti stereofonici: su un canale un tono di oboe sintetico (262 Hz), sull'altro un glissando sinusoidale che sale e scende di ± 1 ottava (tra 131 e 523 Hz) (come una sirena). Questi segnali vengono scambiati tra gli altoparlanti ogni 0,2 secondi, in modo da poter sempre sentire il tono di oboe su un lato e una sezione del glissando sull'altro lato. Tuttavia, si percepisce qualcos'altro: mentre il suono dell'oboe viene sentito correttamente come saltare avanti e indietro, il glissando nella testa viene rimesso insieme e sperimentato come si muovesse continuamente avanti e indietro tra i diffusori, spesso anche ascendendo e scendendo nello spazio. L'esperienza di ascolto più comune è che la parte ascendente del glissando viene ascoltata da sinistra a destra e dal basso verso l'alto, la parte discendente da destra a sinistra e dall'alto verso il basso. Per i destrimani, questa scoperta è di nuovo più stabile che per i mancini.

### Illusione - Cambiata
Una melodia diversa viene presentata per ciascun canale tramite altoparlanti stereo o cuffie.
Tuttavia, si sente principalmente la seguente illusione: su un orecchio si sente uno schema ripetitivo di tre note alternate nel registro superiore, sull'altro orecchio anche un tale schema nel registro inferiore. I destrimani ascoltano le note alte a destra, le note basse a sinistra:

## Pubblicazioni

### Libri
- D. Deutsch, Musical Illusions and Phantom Words: How Music and Speech Unlock Mysteries of the Brain, Oxford University Press, 2019, ISBN 978-0-19-020683-3, LCCN 2018051786.
- D. Deutsch, The Psychology of Music, 3rd Edition, Academic Press, 2013, ISBN 978-0-12-381460-9, LCCN 2013560442.
- D. Deutsch, The Psychology of Music, 2nd Edition, 1999, ISBN 978-0-12-213565-1, LCCN 98085210.
- D. Deutsch, The Psychology of Music, 1st Edition, 1982, ISBN 978-0-12-213560-6, LCCN 82001646.

### Articoli e capitoli di libri scelti
- Deutsch, D., Henthorn, T. e Lapidis, R., Illusory transformation from speech to song, in Journal of the Acoustical Society of America, vol. 129, n. 4, 2011,  pp. 2245-2252, Bibcode:2011ASAJ..129.2245D, DOI:10.1121/1.3562174, PMID 21476679. PDF Document
- Deutsch, D., The paradox of pitch circularity, in Acoustics Today, July, n. 3, 2010,  pp. 8-15, DOI:10.1121/1.3488670. PDF Document
- Deutsch, D., Speaking in tones, in Scientific American Mind, July/August, n. 3, 2010,  pp. 36-43, DOI:10.1038/scientificamericanmind0710-36. Weblink PDF Document
- Deutsch, D., Dooley, K. e Henthorn, T., Pitch circularity from tones comprising full harmonic series, in Journal of the Acoustical Society of America, vol. 124, n. 1, 2008,  pp. 589-597, Bibcode:2008ASAJ..124..589D, DOI:10.1121/1.2931957, PMID 18647001. Weblink PDF Document
- Deutsch, D., The Enigma of Absolute Pitch, in Acoustics Today, vol. 2, n. 4, 2006,  pp. 11-18, DOI:10.1121/1.2961141. PDF Document
- Deutsch, D., Henthorn, T., Marvin, E., & Xu H-S, Absolute pitch among American and Chinese conservatory students: Prevalence differences, and evidence for a speech-related critical period, in Journal of the Acoustical Society of America, vol. 119, n. 2, 2006,  pp. 719-722, Bibcode:2006ASAJ..119..719D, DOI:10.1121/1.2151799, PMID 16521731. PDF Document
- Deutsch, D., Henthorn T. e Dolson, M., Absolute pitch, speech, and tone language: Some experiments and a proposed framework, in Music Perception, vol. 21, n. 3, 2004,  pp. 339-356, DOI:10.1525/mp.2004.21.3.339. PDF Document
- Deutsch, D., The Puzzle of Absolute Pitch, in Current Directions in Psychological Science, vol. 11, n. 6, 2002,  pp. 200-204, DOI:10.1111/1467-8721.00200. PDF Document
- Deutsch, D., Paradoxes of musical pitch, in Scientific American, vol. 267, n. 2, 1992,  pp. 88-95, Bibcode:1992SciAm.267b..88D, DOI:10.1038/scientificamerican0892-88, PMID 1641627. PDF Document
- Deutsch, D., Some new pitch paradoxes and their implications. In Auditory Processing of Complex Sounds, in Philosophical Transactions of the Royal Society B, vol. 336, n. 1278, 1992,  pp. 391-397, DOI:10.1098/rstb.1992.0073, PMID 1354379. PDF Document
- Deutsch, D., A musical paradox, in Music Perception, vol. 3, n. 3, 1986,  pp. 275-280, DOI:10.2307/40285337, JSTOR 40285337. Weblink PDF Document
- Deutsch, D. e Feroe, J., The Internal Representation of Pitch Sequences in Tonal Music, in Psychological Review, vol. 88, n. 6, 1981,  pp. 503-522, DOI:10.1037/0033-295X.88.6.503. PDF Document
- Deutsch, D., Two-channel listening to musical scales, in Journal of the Acoustical Society of America, vol. 57, n. 5, 1975,  pp. 1156-1160, Bibcode:1975ASAJ...57.1156D, DOI:10.1121/1.380573, PMID 1127169. Weblink[collegamento interrotto] PDF Document
- Deutsch, D., The organization of short term memory for a single acoustic attribute. In D. Deutsch and J. A. Deutsch (Eds.), in Short Term Memory, 1975,  pp. 107-151. PDF Document
- Deutsch, D., Musical Illusions, in Scientific American, vol. 233, n. 4, 1975,  pp. 92-104, Bibcode:1975SciAm.233d..92D, DOI:10.1038/scientificamerican1075-92.
- Deutsch, D., An auditory illusion, in Nature, vol. 251, n. 5473, 1974,  pp. 307-309, Bibcode:1974Natur.251..307D, DOI:10.1038/251307a0, PMID 4427654. Weblink PDF Document
- Deutsch, D., An auditory illusion, in Journal of the Acoustical Society of America, vol. 55, S1, 1974,  pp. s18–s19, Bibcode:1974ASAJ...55R..18D, DOI:10.1121/1.1919587. Weblink[collegamento interrotto]
- Deutsch, D., Mapping of Interactions in the Pitch Memory Store, in Science, vol. 175, n. 4025, 1972,  pp. 1020-1022, Bibcode:1972Sci...175.1020D, DOI:10.1126/science.175.4025.1020, PMID 5009395. PDF Document
- Deutsch, D., Tones and numbers: Specificity of interference in immediate memory, in Science, vol. 168, n. 3939, 1970,  pp. 1604-1605, Bibcode:1970Sci...168.1604D, DOI:10.1126/science.168.3939.1604, PMID 5420547. PDF Document
- Deutsch, D., Music Recognition, in Psychological Review, vol. 76, n. 3, 1969,  pp. 300-309, DOI:10.1037/h0027237, PMID 5792073. PDF Document
- Deutsch, J. A. e Deutsch, D., Attention: some Theoretical Considerations, in Psychological Review, vol. 70, 1963,  pp. 80-90, DOI:10.1037/h0039515, PMID 14027390. PDF Document

### Discografia
- (EN) Diana Deutsch, Phantom Words and Other Curiosities, Philomel Records, 2003.
- (EN) Diana Deutsch, Musical Illusions and Paradoxes, Philomel Records, 1995.